# Lekkoatletyka na Letniej Uniwersjadzie 2009 - pchnięcie kulą mężczyzn
Pchnięcie kulą mężczyzn – konkurencja lekkoatletyczna rozegrana podczas XXV Uniwersjady 7 lipca 2009 w Belgradzie. W eliminacjach wzięło udział 23 zawodników, do finału awansowała dwunastka z najlepszymi rezultatami.

## Rezultaty

### Finał
| Miejsce | Zawodnik              | Rezultat |    | 1     | 2     | 3     | 4     | 5     | 6     |
| ------- | --------------------- | -------- | -- | ----- | ----- | ----- | ----- | ----- | ----- |
| 1.      | Sosłan Cyrichow       | 19,59    | SB | 19,38 | x     | 19,00 | 19,47 | 19,59 | x     |
| 2.      | Zhang Jun             | 19,58    | PB | 19,16 | 19,58 | x     | x     | x     | x     |
| 3.      | Krzysztof Krzywosz    | 19,38    |    | 19,00 | 18,58 | 18,81 | 19,24 | 19,38 | 19,22 |
| 4.      | Raigo Toompuu         | 19,31    |    | 18,70 | 19,31 | 19,15 | 18,85 | 19,30 | x     |
| 5.      | Māris Urtāns          | 19,09    |    | 18,78 | 18,64 | x     | x     | x     | 19,09 |
| 6.      | Jegor Malinkin        | 18,72    | SB | 18,58 | 18,58 | 18,47 | 18,28 | 18,21 | 18,72 |
| 7.      | Borja Vivas           | 18,72    |    | x     | 18,72 | x     | x     | 18,44 | 18,49 |
| 8.      | Chang Ming-huang      | 18,42    |    | 18,42 | x     | x     | 18,39 | x     | x     |
| 9.      | Kemal Mešić           | 18,37    |    | 18,37 | x     | x     |       |       |       |
| 10.     | Florin Laurentin Popa | 18,36    |    | 18,36 | 18,00 | 17,81 |       |       |       |
|         | George Arestis        | NM       |    | x     | x     | x     |       |       |       |
|         | Asmir Kolašinac       | NM       |    | x     | x     | x     |       |       |       |